# Barrio el Ruso
Barrio el Ruso är en ort i Mexiko, tillhörande kommunen Jocotitlán i den nordvästra delen av delstaten Mexiko. Orten hade 772 invånare vid folkräkningen 2010.